# Charles Hazelius Sternberg
Pour les articles homonymes, voir Sternberg.
Charles Hazelius Sternberg est un  paléontologue et un naturaliste américain, né le 15 juin 1850 et mort le 20 juillet 1943.

## Biographie
Il est le fils de Levi Sternberg et de Margaret Levering née Miller. Il fait ses études au séminaire d’Hartwick, puis à l’école luthérienne d’Albion et enfin à l’école d'agriculture de l’État du Kansas. Il épouse Anna Musgrove Reynolds le 7 juillet 1880. Malgré une jambe infirme, il réalise de très nombreuses expéditions de récolte de fossiles notamment pour le compte d’Edward Drinker Cope (1840-1897) de 1876 à 1879 puis à nouveau à la fin du siècle, ainsi que pour celui d’Alexander Emanuel Agassiz (1835-1910) et même de Othniel Charles Marsh (1831-1899). Mais dans la guerre des os qui oppose Cope et Marsh, il est dans le camp du premier. En 1876, il attrape la malaria. Il vient plusieurs fois en Europe pour étudier les collections de paléontologie notamment celles de Vienne. Il découvre de très nombreux squelettes de dinosaures et d’autres vertébrés, certains actuellement conservés dans le Muséum Sternberg d’Hays, au Kansas. Il est membre de l’American Association for the Advancement of Science et d’autres sociétés savantes. Sternberg fait notamment paraître The Life of a Fossil Hunter et Hunting Dinosaurs. Ses trois fils s’orientent dans la paléontologie : George F. Sternberg (1883-1969), Charles Mortram Sternberg (1885-1981) et Levi Sternberg (1894-1976). C'est avec ses fils, en 1908, qu'il découvre la première empreinte fossile de peau de dinosaure, appartenant à l'Anatosaurus.

## Sources
- Allen G. Debus (dir.) (1968). World Who’s Who in Science. A Biographical Dictionary of Notable Scientists from Antiquity to the Present. Marquis-Who’s Who (Chicago) : xvi + 1855 p.
- Ce texte utilise des extraits de l'article de langue anglaise de Wikipédia (version du 19 juin 2006).